# Ramón Pastor Castell
Ramón Pastor Castell (Elche, 1923 – ibídem, 14 de marzo de 1999) fue el primer alcalde de Elche elegido democráticamente tras la Constitución de 1978. Ocupó el cargo desde 1979 hasta 1987.

## Biografía
Ramón Pastor nació en 1923 en Elche. Su padre fue uno de los fundadores del PSOE en la ciudad de Elche y presidente del Círculo Obrero.
En 1937 ingresó en las Juventudes Socialistas. Durante la Guerra Civil trabajó como mecánico y poco tiempo después comenzó a estudiar para ser piloto pero no lo logró debido a la guerra. Finalizado el conflicto, trabajó de mecánico en numerosos talleres donde finalmente recaló en Industrias Mecánicas Unidas (IMU), siendo jefe de taller.
Cuando falleció Franco, volvió a las filas del PSOE y poco después fue elegido en una asamblea celebrada en el barrio de Carrús presidente de la Agrupación Socialista Ilicitana y duró en el cargo nueve años.
En 1979, se celebraron las primeras elecciones municipales en España y Ramón Pastor logró la mayoría absoluta en las urnas con el PSOE. Durante su etapa como alcalde destaca la urbanización de la Avenida de la Libertad, o la creación del Museo de Arte Contemporáneo entre otros. En 1987 acabó su gestión como alcalde y tuvo que inscribirse en la oficina de empleo.
Falleció el 14 de marzo de 1999, a los 75 años. Un día después de su fallecimiento, recibió la Medalla de Oro de Elche y en 2008 se le puso su nombre a una avenida de la misma ciudad.

| Predecesor: Vicente Quiles Fuentes | Alcalde de Elche 1979-1987 | Sucesor: Manuel Rodríguez Maciá |